# Estación Libertador General San Martín (Mendoza)
Libertador General San Martín es una estación ferroviaria ubicada en la localidad del mismo nombre, Departamento San Martín, Provincia de Mendoza, República Argentina.

## Servicios
Por sus vías corren trenes de carga de la empresa estatal Trenes Argentinos Cargas.

## Historia
En el año 1883 fue inaugurada la estación, por parte del Ferrocarril Andino. El 10 de marzo de 1993, tras 110 años de servicio, la estación quedó clausurada después de que pasará el último tren, debido a la liquidación de la empresa estatal monopólica Ferrocarriles Argentinos. Se reinauguró el 3 de junio de 2023, cuando pasó el primer tren regular de la línea San Martín con dirección a Palmira.